# 渥美線機銃掃射事件

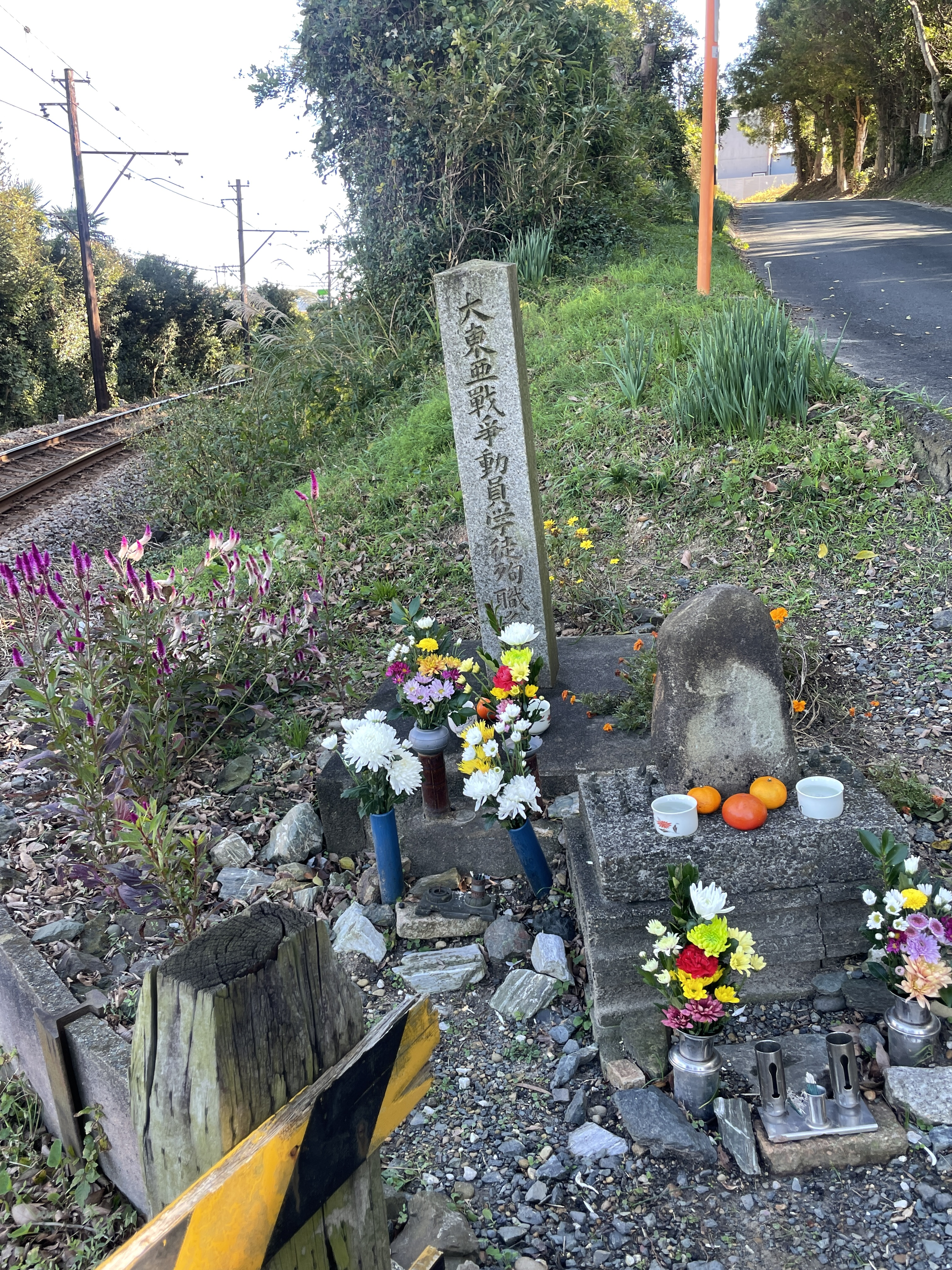
渥美線電車米軍機銃撃の犠牲者を慰霊する石碑

渥美線機銃掃射事件（あつみせんきじゅうそうしゃじけん）とは、現在の愛知県田原市豊島町天白地内で、1945年（昭和20年）8月14日、三河田原駅を発車した豊橋方面に向かう名古屋鉄道（名鉄）渥美線（現・豊橋鉄道渥美線）の電車が米軍の戦闘機により機銃掃射された事件。

## 背景
戦時中の渥美線は多くの兵士や動員学徒、徴用工員らを駐屯地や軍需工場へと運んでいた。元小学校校長であり後述の「前日物語」の作成に注力した山田政俊は、前年の1944年7月のサイパンの戦闘で日本軍が全滅した時期以降に、米軍機が日本本土の空襲が顕著になり、この事件につながったと語っている。

## 記録
銃撃があった隣村の神戸村役場の当日の日誌には、「15名即死、16名重軽傷」と記録がある。戦時下の出来事だったため、報道がされることがなく、調査もほとんどされていなかったために、事件の詳しい状況が載っている資料がなかったが、豊川流域研究会が2014年から2015年の2年間で当時の乗客や目撃者へ聞き取り調査を行い、証言録を作成している。
のちに事件を長年語り継ぐ彦坂昭市は機銃掃射のあった当日、戦闘機2機を目撃している。また別の資料では機銃掃射を行った戦闘機は、3機の米軍の戦闘機P51とされている。豊橋鉄道の資料では事件が起きたのは旧天白駅付近としている。

## 前日物語
「前日物語」とは終戦前日に起きた渥美線機銃掃射事件を伝える紙芝居である。事件の惨劇を次世代に伝えるため、2015年の夏に山田政俊の呼びかけで「前日の会」が発足し、出前授業を開き、空襲体験を語り継いでいる。
令和元年度市民提案型委託事業として、NPO法人たはら広場、田原市図書館によって「前日物語」の紙芝居の動画が制作された。
紙芝居の実演動画は『前日物語　昭ちゃんの紙芝居実演（田原市図書館デジタルアーカイブ）』に公開され、田原市図書館の職員による紙芝居読み聞かせ動画『前日物語（田原市図書館デジタルアーカイブ）』はオープンデータ東三河にオープンデータ『前日物語（紙芝居読み聞かせ動画）』として公開されている。